# Fengshuba Shuiku
Fengshuba Shuiku är en reservoar i Kina. Den ligger i provinsen Guangdong, i den södra delen av landet, omkring 260 kilometer nordost om provinshuvudstaden Guangzhou. Fengshuba Shuiku ligger 150 meter över havet. Arean är 18,9 kvadratkilometer. I omgivningarna runt Fengshuba Shuiku växer i huvudsak städsegrön lövskog. Den sträcker sig 18,0 kilometer i nord-sydlig riktning, och 10,4 kilometer i öst-västlig riktning.
Genomsnittlig årsnederbörd är 2 092 millimeter. Den regnigaste månaden är maj, med i genomsnitt 465 mm nederbörd, och den torraste är oktober, med 18 mm nederbörd.